# Giovanni Battaglin
Giovanni Battaglin (Marostica, Vicenza, 22 de juliol de 1951) va ser un ciclista italià, que fou professional entre 1973 i 1984.
Com a amateur va guanyar el Girobio de 1972, per passar al professionalisme l'any següent de la mà de l'equip Jollj Ceramica. Com a professional va demostrar el seu potencial en el primer Giro d'Itàlia que disputà, el de 1973, que finalitzà en la tercera posició final, rere Eddy Merckx i Felice Gimondi. Battaglin va dur el mallot rosa durant cinc etapes al Giro d'Itàlia de 1975, edició en què també guanyà dues etapes. També va guanyar el mallot de la Muntanya al Tour de França de 1979, any en què va rebre una sanció per haver donat positiu per dopatge. El 1980 va acabar tercer al Giro d'Itàlia.
El 1981 va disputar per primera vegada la Volta a Espanya. Va guanyar la desena etapa, una contrarellotge a Sierra Nevada, que el va posar líder. L'única amenaça era Pere Muñoz, però amb l'ajuda del seu equip, l'Inoxpran, va resistir la pressió dels rivals i aconseguí guanyar la general. Tres dies després després d'aquest triomf va començar el Giro d'Itàlia. En la dinovena etapa va aconseguir el liderat, que va salvar en la contrarellotge individual de l'etapa final per guanyar la cursa de Verona per davant el suec Tommy Prim. Amb aquesta victòria es convertia en el segon ciclista, rere Eddy Merckx, en guanyar la Vuelta i el Giro el mateix any.
Es va retirar a la fi de la temporada de 1984. El 1982 Battaglin havia iniciat un negoci de fabricació de bicicletes, Battaglin Cicli, que dirigeix des de Marostica. El 2002 va patrocinar l'equip Ceramiche Panaria Fiordo.

## Palmarès
- 1971
  - 1r al Gran Premi Palio del Recioto
- 1972
  - 1r al Girobio
  - 1r a la Freccia dei Vini
- 1973
  - 1r al Giro del Lazio
- 1974
  - 1r al Giro dell'Appennino
- 1975
  - 1r a la Coppa Sabatini
  - 1r al Giro di Puglia i vencedor d'una etapa
  - Vencedor de 2 etapes del Giro d'Itàlia
  - Vencedor d'una etapa a la Volta a Catalunya
- 1976
  - Vencedor d'una etapa del Tour de França
- 1977
  - 1r al Gran Premi Montelupo
- 1978
  - 1r a la Coppa Bernocchi
  - Vencedor de 3 etapes de la Volta a Suïssa
- 1979
  - 1r a la Volta al País Basc i vencedor de 2 etapes
  - 1r a la Coppa Agostoni
  - 1r a la Coppa Placci
  - 1r al Trofeu Matteotti
  - 1r al Trofeu Pantalica
  - 1r al Giro de la Província de Reggio Calabria
  - Vencedor d'una etapa a la Volta a Suïssa
  - Vencedor del Gran Premi de la Muntanya al Tour de França
- 1980
  - 1r a la Milà-Torí
  - 1r a la Milà-Vignola
  - 1r a la Coppa Placci
  - Vencedor d'una etapa del Giro d'Itàlia
- 1981
  -  1r al Giro d'Itàlia i vencedor d'una etapa
  -  1r a la Volta a Espanya i vencedor d'una etapa

### Resultats al Giro d'Itàlia
- 1973. 3r de la classificació general
- 1974. 6è de la classificació general
- 1975. 18è de la classificació general. Vencedor de 2 etapes
- 1977. 46è de la classificació general
- 1980. 3r de la classificació general. Vencedor d'una etapa
- 1981.  1r de la classificació general. Vencedor d'una etapa
- 1984. 50è de la classificació general

### Resultats al Tour de França
- 1975. Abandona (13a etapa)
- 1976. Abandona (12a etapa). Vencedor d'una etapa
- 1979. 6è de la classificació general. 1r del Gran Premi de la Muntanya
- 1982. Abandona (16a etapa)
- 1984. Abandona (11a etapa)

### Resultats a la Volta a Espanya
- 1981. 1r de la classificació general. Vencedor d'una etapa